# 온슬로트

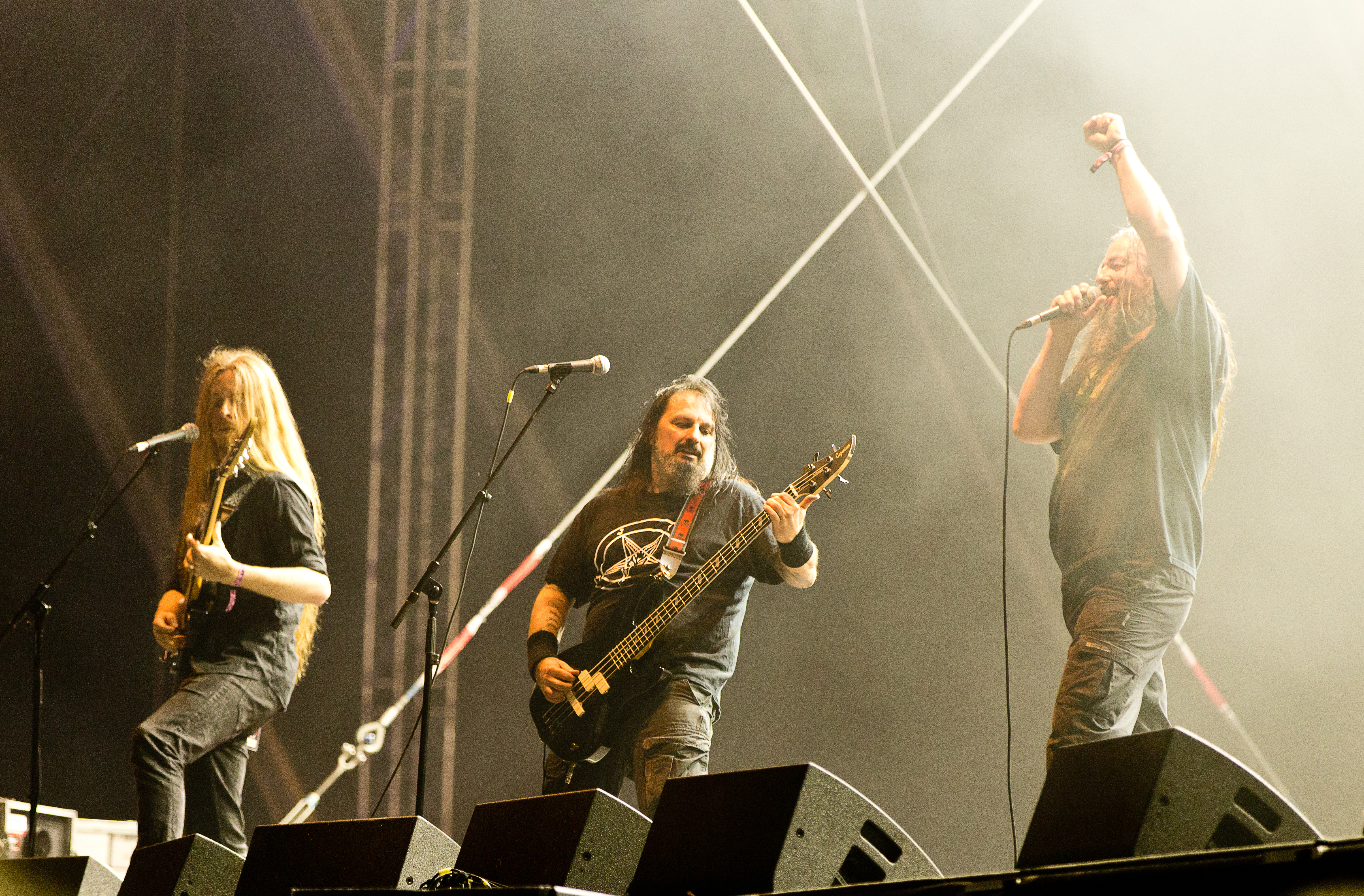
2016년 독일에서의 모습

온슬로트(Onslaught)는 영국 브리스톨 출신의 영국 스래시 메탈 밴드로 1982년부터 1991년까지 그리고 2005년부터 다시 활동했다. 이 밴드는 초기에 영국 헤비메탈의 뉴 웨이브뿐만 아니라 디스차지(Discharge) 및 디 익스플로이티드(The Exploited)와 같은 미국 및 영국의 하드코어 펑크 밴드로부터 영향을 받았고 결국에는 직선적인 스래시 메탈 사운드를 채택했다. 이 밴드는 영국 스래시 메탈 씬의 선구자로 인식되어 왔으며 종종 사밧(Sabbat), 젠트릭스(Xentrix) 및 애시드 레인(Acid Reign)과 함께 영국의 소위 "빅 4" 중 하나로 불린다. 현재까지 온슬로트는 7개의 스튜디오 앨범, 1개의 컴필레이션, 4개의 싱글, 2개의 라이브 녹음(라이브 앨범 및 라이브 DVD)을 발표했다.

## 음반

### 스튜디오 앨범
- Power from Hell (1985)
- The Force (1986)
- In Search of Sanity (1989)
- Killing Peace (2007)
- Sounds of Violence (2011)
- VI (2013)
- Generation Antichrist (2020)